# Janículo
Janículo (en italiano Gianicolo [ʤa'ni:kolo]) es el nombre de una colina de la ciudad de Roma, tal colina tiene 82 m s. n. m. y no está comprendida entre las siete colinas tradicionales. Se encuentra en el famoso barrio del Trastévere. Los edificios del Janículo fueron declarados Patrimonio de la Humanidad por la Unesco en 1990, con el número de identificación 91-011.

## Historia

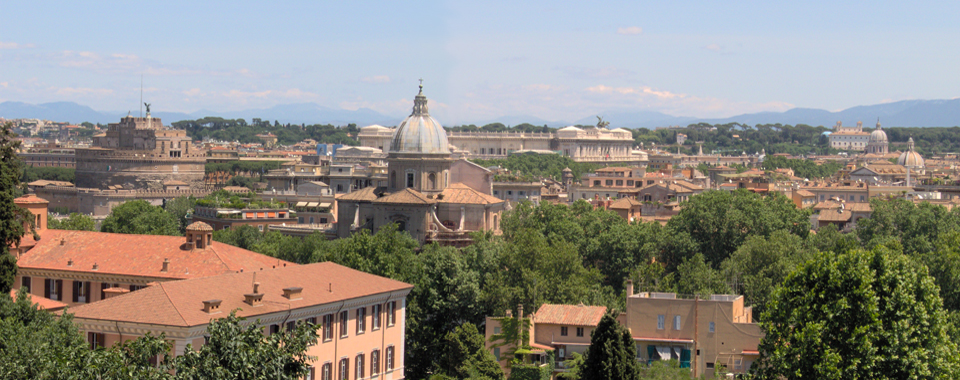
Panorama de Roma vista desde el Janículo: la cúpula más próxima corresponde a la iglesia de San Francesco di Sales, al fondo hacia la izquierda —hacia el norte— se puede observar el Castel Sant'Angelo, tras este se ve el edificio blanco del Palazzo di Giustizia, hacia la derecha y a lontananza (al otro lado del Tíber) se observan las cúpulas del Panteón y la iglesia de Santa Maria sopra Minerva sobre la calle Argentina.

### Antigüedad
El nombre de esta colina parece derivar del dios bifronte latino llamado Jano; la leyenda dice que tal deidad había fundado allí una población llamada Ianiculum, aunque solamente se conoce que existía un altar dedicado a un, también mítico, hijo de Jano: Fons o Fontus.
Sí existía un pequeño caserío situado a los pies orientales de la colina llamado el Pagus Ianiculensis, en la zona del actual Trastévere correspondiente a la plaza Mastai.
Situada sobre la ribera derecha del Tíber en territorio originalmente etrusco, la colina habría sido anexada a Roma por el rey Anco Marcio, quien la habría fortificado y conectado con la ciudad mediante el Puente Sublicio sobre el cual pasaba la antigua ruta a Etruria, ruta que pasó a ser la Via Aurelia. El Janículo, empero, quedó a extramuros de las antiguas Murallas Servianas y sólo fue parcialmente incluido dentro del recinto de las Murallas Aurelianas.
Un área del Janículo estaba cubierta de bosques sagrados. Tal sector boscoso y sacro era llamado Lucus Furrinae, ya que estaba dedicado a la arcaica deidad latina llamada Furrina, lugar que hoy corresponde al parque de Villa Sciarra.
Otra área cultural, más tardía, es el santuario de Isis o Santuario Isiaco en la pendiente oriental, actualmente sobre la vía Dandolo. El sitio es pintoresco, pero está poco cuidado y frecuentemente cerrado. Los restos descubiertos de este santuario se encuentran en la colección egipcia del Palazzo Altemps.

### Medievo
Pocos datos se tienen de la zona del Janículo durante el medievo. Tras la caída del Imperio romano, el área, como gran parte de Roma, quedó en ruinas y en gran medida baldía. Sólo desde el Quattrocento, esto es, en pleno apogeo del Renacimiento y ya finalizada la Edad Media, comenzaron a construirse algunas importantes casas de familias acomodadas, como las que diseñara el arquitecto Giulio Romano.

### Risorgimento

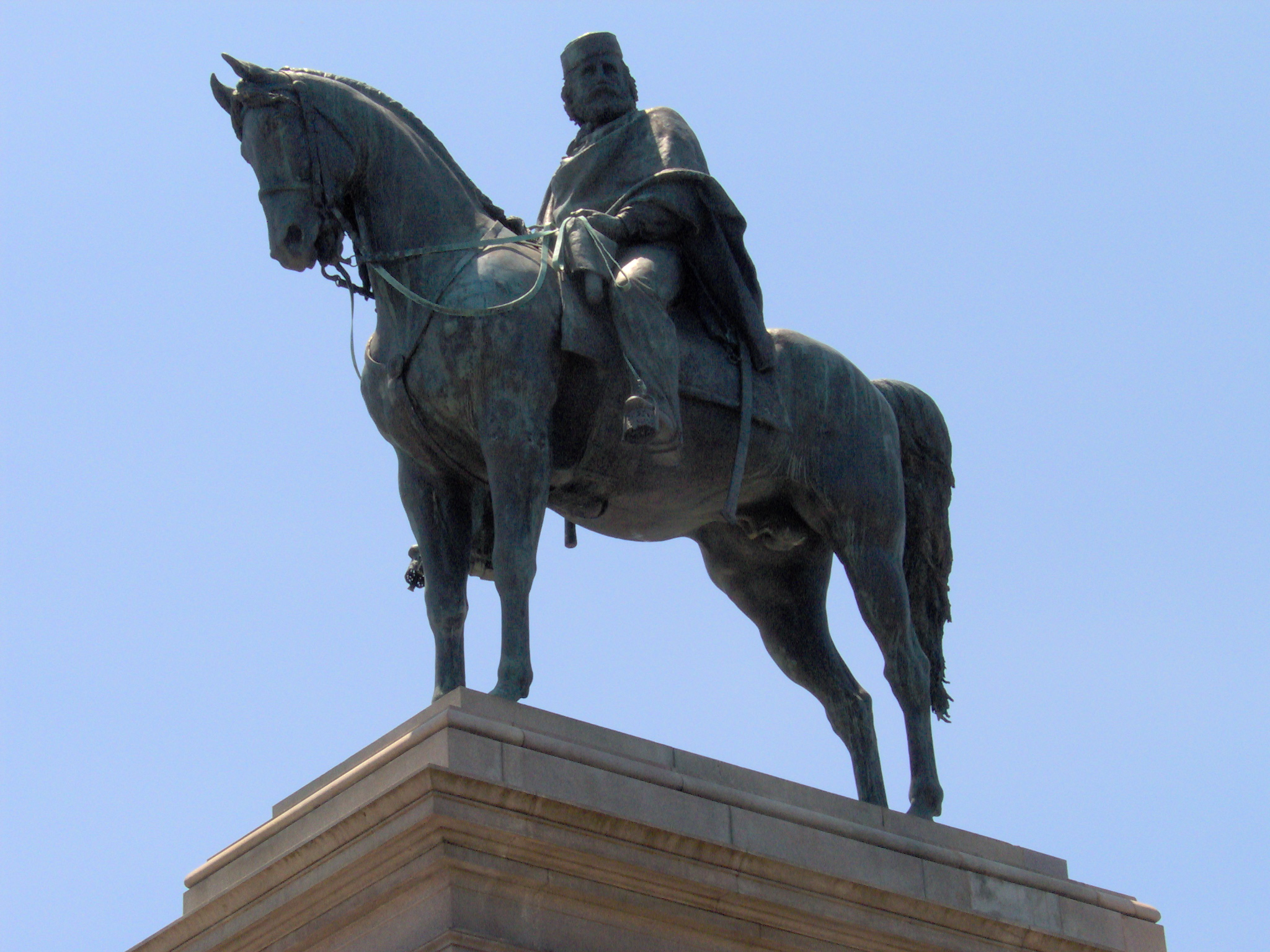
Estatua ecuestre de Giuseppe Garibaldi en el Janículo.

A inicios del Risorgimento, que concluiría con la Unificación italiana, el Janículo fue teatro de uno de los momentos más épicos de tal período de la Italia moderna. En 1849, se declaró la República Romana uno de cuyos líderes fue Giuseppe Garibaldi. La mencionada república tuvo breve duración ya que fue aplastada por las tropas francesas, siendo precisamente el Janículo el último baluarte de los resistentes italianos y también entre los republicanos se encontraba defendiendo la posición la célebre esposa de Garibaldi: Ana Maria de Jesus Ribeiro.
Por este motivo en la actualidad el Janículo se encuentra adornado con una miríada de bustos que recuerdan a importantes personajes italianos del Risorgimento y dos estatuas ecuestres dedicadas a Anita y Giuseppe Garibaldi.

## Otras características
Pese a no ser contada entre las siete colinas tradicionales de Roma, el Janículo ocupa un lugar importante en las leyendas e historia romanas; por ejemplo es citado por Virgilio en el libro VIII (verso 473) de la Eneida, donde el rey Evandro muestra a Eneas las ruinas de Saturnia y el Ianiculum cercanas a la ciudad denominada en el libro Pallanteum (cuyo lugar es presentado como el asiento de Roma). Virgilio utiliza la presencia de esas ruinas como recurso literario para resaltar la significación de la colina Capitolina como centro religioso de Roma.
En la actualidad el Janículo presenta una de las más atractivas vistas de Roma, no solo por sus esculturas sino por la presencia de iglesias que se destacan con sus cúpulas y campaniles, entre éstas la más importante es la iglesia de San Pietro in Montorio la cual está edificada en el sitio en el cual según la tradición fue crucificado san Pedro, tal iglesia posee un tempietto, un pequeño relicario realizado por Bramante. Posee asimismo el Janículo edificios barrocos y una fontana (la llamada Acqua Paula) mandada construir por el papa Paulo V a fines del siglo XVII, así como varios edificios que albergan instituciones culturales (por ejemplo la Academia de España).
Diariamente, al mediodía, desde el Janículo se dispara un cañón con fogueo en dirección al Tíber para dar la señal de la hora exacta. Tal tradición de la cannonata se remonta a diciembre de 1847 cuando el papa Pío IX estableció que el cañón del Castillo de Sant'Angelo realizara una salva para estandarizar el horario de toque de campana en todas las iglesias de Roma. En 1903 esta especie de ritual fue trasladado al Monte Mario por unos meses y en 1904 pasó al Janículo y allí continuó hasta 1939, año en el que la Segunda Guerra Mundial se iniciaba y se suspendió el uso del antiguo cañón para evitar confusiones, tal cañón se encuentra casi al pie de la estatua de G. Garibaldi. El 21 de abril de 1959, en ocasión del 2712º aniversario de la fundación de Roma, una petición popular convenció al ayuntamiento de Roma para que se retomara la tradición. La salva se escucha actualmente en los raros días en los que la ciudad es menos rumorosa (especialmente los domingos, y los días del ferragosto) hasta la colina del Esquilino.
Conviene mencionar que las arboledas del Janículo están representadas musicalmente en el célebre poema sinfónico Pini di Roma (Pinos de Roma) de Ottorino Respighi.